# Лютинский, Станислав Иванович
Станисла́в Ива́нович Люти́нский (11 мая 1926 — 26 июня 2013) — доктор ветеринарных наук, заслуженный деятель науки РФ, лауреат премии Совета Министров СССР, академик Международной академии аграрного образования, профессор Санкт-Петербургской государственной академии ветеринарной медицины.

## Биография
В 1943 г. с отличием окончил Казалинский зооветеринарный техникум (Казахстан) с дипломом помощника ветеринарного врача. С 1944 по 1947 г. служил в рядах Советской Армии, участвовал в Великой Отечественной войне, затем — в противочумной (крупный рогатый скот) экспедиции.
После демобилизации поступил в Ленинградский ветеринарный институт. который окончил с отличием в 1952 г. Работал в Новоржевском районе Псковской области заведующим Центральным зооветучастком. Успешно организовал работу по ликвидации ящура в районе и широко распространённых бруцеллёза и туберкулёза, завезенных в хозяйства с трофейным крупным рогатым скотом.
С 1956 г. работал на кафедре патофизиологии Ленинградского ветеринарного института — младший научный сотрудник, ассистент, доцент, профессор (1984); декан очного факультета (1979—1986). Автор учебных программ по дисциплине, практикума, учебника; заменил часть опытов на лабораторных занятиях демонстрацией учебных видеофильмов.
Председатель специализированного совета по защите диссертаций (1992—1999); президент ассоциации ветеринарной медицины Российского научного общества патофизиологов (1991—2004). Входил в составе программных комитетов Международного Учредительного конгресса по патофизиологии и трёх Российских конгрессов, отвечал за организацию и работу секции «Ветеринарная патофизиология». Действительный член Международной академии аграрного образования (1995).

## Научная деятельность
Со второго курса занимался в студенческом научном обществе на кафедре физиологии под руководством профессора Г. П. Зеленого, затем на кафедре патофизиологии под руководством профессора Б. И. Кадыкова.
В 1963 г. защитил кандидатскую, в 1983 г. — докторскую диссертацию.
С 1986 г. основные научные исследования — в области патофизиологии иммунной системы животных. В 1990 г. в соавторстве с другими исполнителями удостоен премии Совета Министров СССР.
Автор научных работ по патофизиологии стресса, иммунологии.

### Избранные труды
Источник — электронные каталоги РНБ
- Лютинский С. И. О влиянии рентгеновых лучей на теплообмен : Автореферат дис. … канд. биол. наук. — Л., 1963. — 21 с.
- Лютинский С. И. Особенности лихорадочной реакции у сельскохозяйственных животных : Автореф. дис. … д-ра вет. наук. — М., 1982. — 38 с.
- Лютинский С. И. Патологическая физиология сельскохозяйственных животных : Учеб. для студентов вузов по спец. «Ветеринария». — М.: КолосС, 2002. — 495 с. — (Учебники и учебные пособия для студентов высших учебных заведений).
- Лютинский С. И. Патологическая физиология животных : учебник для студентов высших учебных заведений, обучающихся по специальности 310800 «Ветеринария». — 3-е изд., испр. и доп. — М.: ГЭОТАР-Медиа, 2011. — 559 с. — (Учебники и учебные пособия для студентов высших учебных заведений). — ISBN 978-5-9704-1908-3.
- Лютинский С. И. Практикум по патологической физиологии сельскохозяйственных животных. — М.: Агропромиздат, 1989. — 271 с. — (Учебники и учебные пособия для студентов вузов).
- Лютинский С. И., Степин В. С. Практикум по патологической физиологии сельскохозяйственных животных : [Учеб. пособие по специальности «Ветеринария»]. — 2-е изд., перераб. и доп. — М.: Колос, 2001. — 221 с. — (Учебники и учебные пособия для студентов высших учебных заведений).
- Лютинский С. И. Этологические принципы профилактики болезней животных : (Лекция). — Л.: ЛВИ, 1988. — 21 с.

## Награды и признание
- медаль «За победу над Германией в Великой Отечественной войне 1941—1945 гг.»
- юбилейная медаль «60 лет Победы в Великой Отечественной войне 1941—1945 гг.»
- Юбилейная медаль «За доблестный труд. В ознаменование 100-летия со дня рождения Владимира Ильича Ленина»
- нагрудный знак «За отличные успехи в работе» Министерства высшего и среднего специального образования СССР (1984) — за заслуги в области высшего образования СССР
- премия Совета Министров СССР (1990) — за разработку и внедрение в промышленное производство, ветеринарию и здравоохранение новых высокоэффективных пептидных биорегуляторов
- почётное звание «Заслуженный деятель науки Российской Федерации» (1994)[1]
- медаль им. проф. П. М. Альбицкого (2006).